# Leptopelis fenestratus
Leptopelis fenestratus es una especie de anfibios de la familia Arthroleptidae.
Es endémica de República Democrática del Congo.
Su hábitat natural incluye ríos, marismas de agua fresca y corrientes intermitentes de agua.